# ちいさな一歩で
「ちいさな一歩で」は、CoCoの12枚目のシングル。1993年4月21日にポニーキャニオンから発売された。

## 解説
- CDジャケットはデビューから数作品のように、横型でメンバーが寄り添うカット。歌詞も再出発をイメージさせる。
- ラジオ｢CoCo Stay with Dream｣（文化放送等）の中期から末期にかけてオープニングに使用されていた。
- ニッポン放送のラジオ番組「ピンクワンダーランドCoCo一番」の公開収録を発売日に行って披露した。

## 収録曲
（全作詞：森本抄夜子／編曲：澤近泰輔）
1. ちいさな一歩で [4:10]
作曲：朝倉紀幸
2. みんな大丈夫 [4:19]
作曲：羽田一郎
3. ちいさな一歩で（オリジナル・カラオケ）
4. みんな大丈夫（オリジナル・カラオケ）